# Томас, Киэно
Киэно Томас (англ. Keyeno Thomas; род. 29 декабря 1977 года, Пойнт-Фортин) — тринидадский футболист, игравший на позиции защитника.

## Карьера
Большую часть своей клубной карьеры провел в тринидадском «Джо Паблик». Вместе с командой он становился чемпионом страны. Также выступал за другие местные коллективы: «Сан-Хуан Джаблоти» и «Ма Пау», в котором защитник завершил карьеру в 2011 году.
В 2000 году Томас уезжал в США, где он провел один сезон в MLS «Колорадо Рэпидз».

## Сборная
За национальную команду Тринидада и Тобаго Киэно Томас с перерывами вызывался на протяжении одиннадцати лет. Вместе с ней он принял участие на двух Золотых кубках КОНКАКАФ в 2002 и 2007 годах. Всего за тринидадцев Томас провел 72 матча, в которых забил два гола.

## Достижения

### Национальные
- Чемпион Тринидада и Тобаго  (2): 1998, 2009.
- Обладатель Кубка Тринидада и Тобаго  (3): 2001, 2005, 2007, 2009.
- Победитель Trinidad and Tobago Classic  (1): 2007, 2009, 2010.

### Континентальные
- Победитель Карибского клубного чемпионата  (2): 1998, 2000

## Дисквалификация
25 апреля 2019 года дисциплинарный комитет ФИФА пожизненно отстранил Томаса от любой деятельности в футболе за участие в договорных матчах.